# Unared
Unared es una red interbancaria y de servicios financieros de la República Dominicana que conecta diversas instituciones del sistema financiero nacional, incluyendo bancos múltiples, asociaciones de ahorros y préstamos, y entidades financieras no bancarias. Esta plataforma permite la interoperabilidad entre cajeros automáticos (ATM), transferencias interbancarias, pagos electrónicos y otros servicios bancarios, facilitando la eficiencia y accesibilidad de los servicios financieros a nivel nacional.
La red se originó a partir de iniciativas de colaboración entre distintas entidades del sector financiero, con el propósito de expandir la cobertura de los servicios, actualizar sus procesos operativos y facilitar el acceso a productos financieros en diferentes regiones del país. Unared permite la realización de transacciones a través de diversos canales habilitados, disponibles para los clientes de cualquiera de las instituciones afiliadas, independientemente de su entidad de origen.

## Historia
Unared fue establecida con el objetivo de fortalecer la infraestructura del sistema financiero dominicano, promover la inclusión financiera y optimizar los servicios bancarios mediante la tecnología compartida. Su origen se remonta a iniciativas de colaboración entre distintas entidades financieras que buscaban mejorar el acceso a sus productos, especialmente en zonas rurales y de difícil acceso. Unared entró en funcionamiento en febrero de 2018.
Con el paso del tiempo, Unared ha incorporado diversas tecnologías, servicios digitales y mecanismos de seguridad, lo que ha permitido ampliar su cobertura y ofrecer herramientas para facilitar las operaciones entre las instituciones afiliadas.

## Instituciones miembros
Unared está compuesta por una variedad de entidades financieras que utilizan su infraestructura para ofrecer servicios compartidos. Entre las instituciones más destacadas se encuentran:
- Banco de Reservas de la República Dominicana (Banreservas): El banco estatal más grande del país.[9]
- Asociación Popular de Ahorros y Préstamos (APAP): Una de las principales asociaciones de ahorros y préstamos con amplia presencia nacional.[10]
- Banco BHD (actualmente BHD León): Uno de los bancos múltiples líderes en el país.[11]
- Banco de Ahorro y Crédito FONDESA, S.A. (Banfondesa): Institución especializada en servicios de microfinanzas.
- Banco Caribe[12]
- Banco Santa Cruz[13]
- Banco Ademi[14]

- Asociación Cibao de Ahorros y Préstamos[15]
- Banco Múltiple López de Haro[16]
- Banco BDI[17]